# Dermontti Dawson
Pro Football Hall of Fame 2012
(en) Statistiques sur pro-football-reference
Dermontti Farra Dawson, né le 17 juin 1965 à Lexington (Kentucky), est un joueur de football américain ayant évolué au poste de centre.
À l'origine athlète en lancer du disque et lancer du poids, c'est avec l'équipe universitaire des Wildcats du Kentucky qu'il se met au football américain où sa stature imposante lui permet d'être offensive guard.
Dermontti est drafté en 1988 à la 44e place (deuxième tour) par les Steelers de Pittsburgh. Aligné comme offensive guard la première saison, il prend la place de centre lorsque Mike Webster change d'équipe.
Il effectue toute sa carrière professionnelle dans la franchise de Pittsburgh. Les dernières années de sa carrière, des blessures aux genoux, l'empêchent de participer à de nombreux matchs. Pour cette raison et un problème de salary cap, il est licencié de la franchise et il préfère prendre sa retraite plutôt que jouer dans une autre équipe.
Bien que les Steelers n'ont pas officiellement retiré son numéro, aucun joueur ne porte le maillot numéro 63 depuis sa retraite.
Il est sélectionné consécutivement sept fois au Pro Bowl (1993, 1994, 1995, 1996, 1997, 1998 et 1999).
Désigné par les votants du Pro Football Hall of Fame, il fait partie de l'équipe NFL de la décennie 1990.